# バルタザール・フープマイヤー

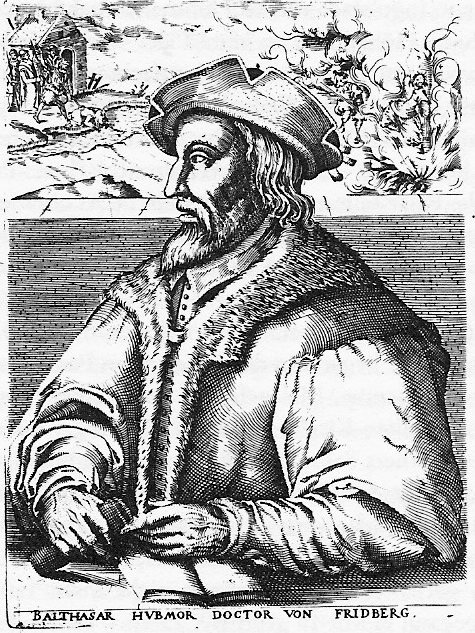

バルタザール・フープマイヤーあるいはバルタザール・フープマイアー（Balthasar Hubmaier; 1480年頃–1528年）は、ドイツの宗教改革者である。初期の再洗礼派（アナバプティスト）の強力な指導者の一人であった。

## 出生
バルタザール・フープマイヤーは、1480年代にドイツのフリードトベルクに生まれる。アウクスブルクのラテン学校卒業。卒業後はすぐに大学へは進学せず、暫くして1503年5月1日にフライブルク大学へ進学する。経済的に大学費用を賄えず、一時休学して学校の先生として働くが、1507年に復学し、1511年8月1日に大学を卒業する。大学院に進学後、当時弁論学最高峰のエスプ教授のもと、神学の博士号を1512年9月29日に受け取る。

## カトリック
大学のチャプレンとして就職する。副レクターまで昇進するが、断り切れない依頼が来て、1516年1月25日に大学を去り、レーゲンスブルクで祭司として働きはじめる。フープマイヤーの就任後はレーゲンスブルクでは50弱の奇跡が記録され、ユダヤ人一掃プロジェクトなどでも活躍し、市議会や市民から大きな支持を得る。しかし、フープマイヤー就任により収入を失ったドミニカン僧達からの反感もあり、辞職する。多くの人に惜しまれて、フープマイヤーはヴァルツフートの新しい祭司の仕事に就く。

## 人生の転機
宗教改革が起こりかけていたチューリッヒの近くにあるヴァルツフートで、フープマイヤーはルターの本を読み始める。聖書もはじめて真面目に勉強しはじめる。ギリシア語とヘブル語はもともと読めたが、ラテン語も勉強する。ルターよりツヴィングリの見解により共感をもち、1521年には、チューリッヒへも足を運ぶ。エラスムスにも会う。そこで、聖書を真剣に勉強して、命をも厭わず神様にかける（後の）プロテスタントを見て、フープマイヤーも宗教革命に身を投じていく。

## アナバプティスト
フープマイヤーは、ツヴィングリとその生徒達と聖書の解釈について、熱く語り合った。特に、幼児洗礼は聖書になく、歴史上人間の都合で行われていた儀式であることや、大人の洗礼（現在の「洗礼」）を行う必要性など合意していた。しかし、当時、幼児洗礼によって子供の出生登録、市民登録などをシステム化していた国だったので、ツヴィングリやルターなど政治との絡みが強いプロテスタントは身を翻し、（もともとローマ帝国のカソリックの聖書離れより宗教改革をはじめたのに）ローマ帝国に従い、聖書に書かれていることを無視し、幼児洗礼の正当化をするようになる。その時から、フープマイヤーなど幼児洗礼が聖書に基づかないことを訴えるプロテスタントを「アナバプティスト」と呼ぶようになる。アナ（もう一回）バプティスト（洗礼）は、2回目の洗礼をすることから、そのように呼ばれるようになった。大人として信徒になってから洗礼を受けるように訴える点が同じなだけで、色々な見解を持つプロテスタントが「アナバプティスト」という名のもと一絡げに纏められていた。アナバプティストはプロテスタントと認められず、カトリックとプロテスタント両方から迫害を受け、アナバプティストになると当時は、火炙りか、川に石を付けて沈められて処刑された。プロテスタントやカソリックはこの刑を「3度目の洗礼」と呼び、火又は水で清める刑とした。

## フープマイヤーの最期
フープマイヤーは政治ではなく聖書をとり、最後まで聖書の教えを訴えた。1528年3月10日に、火炙りで処刑された。3日後、妻のエリザベート（Elisabeth）が首に石を巻き付けられ、川に放り込まれ処刑された。

## フープマイヤーの神学

### 三位一体論
この時代には珍しく、三位一体論を唱える神学者であった。

### 所有物共有
所有物共有は、聖書の使徒行伝で一度きり起こったが、他の箇所では行っていないため、フープマイヤーは所有物共有に対して強要せず、絶対必要なクリスチャンとしての決まり事とはしなかった。

### マリア
フープマイヤーはマリアの像など取り払い、マリアに祈ったりはしていなかったが、彼の著作に数回マリアの名が出てくる。プロテスタントの割には、マリアに対しての強い嫌悪は持っていなかったようである。

## フープマイヤーの影響
フープマイヤーの命を懸けた伝道、説教、著作のおかげで、現在宗教の自由があり、聖書通りに解釈することが自由となった。彼の偉業により洗礼についての神学が切り開かれ、特にバプティストにとっては、フープマイヤーはヒーローである。